# Xyris nigrescens
Xyris nigrescens är en gräsväxtart som beskrevs av Robert Kral. Xyris nigrescens ingår i släktet Xyris och familjen Xyridaceae.
Artens utbredningsområde är Costa Rica. Inga underarter finns listade i Catalogue of Life.